# اللهجة الإيماقية
اللهجة الإيماقية هي لهجة فارسية شرقية يتحدثها شعب الإيماق في وسط الشمال الغربي لأفغانستان (غرب هزارستان)، وشرقي إيران وطاجكستان، وهي قريبة للألسن الخوريسانية واللغة الدرية المتأصلتان من اللغة الفارسية. يتراوح معدل القراءة والكتابة للشعب الإيماقي بين 5-15%.